# Skatol
Skatol (z řeckého σκῶρ, genitiv σκᾰτός „lejno“) je nepříjemně páchnoucí indolová sloučenina. Vzniká rozkladem bílkovin obsahujících tryptofan a tvoří bílé krystaly. Vyskytuje se v lidských a zvířecích výkalech, v sekretu cibetek a v řadě rostlin. Také maso kanců obsahuje skatol.
Právě tato látka zapříčiňuje zápach exkrementů.
Skatol (3-methylindol) vzniká z aminokyseliny tryptofanu, pravidelné součásti proteinů potravy, účinkem střevních bakterií. V chemické laboratoři jej poprvé vyrobil německý chemik Hermann Emil Fischer (1852–1919). Zamořil při tom laboratoře univerzity ve Würzburgu takovým puchem, že to přesvědčilo vedení univerzity o neúčinnosti ventilace a donutilo je k vybudování nových laboratoří.
Vůně skatolu je závislá na jeho koncentraci – v extrémně nízkých koncentracích skatol příjemně voní. Skatol byl nalezen také jako součást vůně, kterou vydává květ svatební květiny kaly neboli kornoutice africké (Zantedeschia aethiopica).
Ve Spojených státech byl skatol patentován jako látka, která by mohla být použita v chemické neletální munici. Ta je používána při potlačování nepokojů a prosazování zákonnosti – nevztahuje se na ni Úmluva o zákazu chemických zbraní.